# Grand Prix Brazylii 1995
Grand Prix Brazylii 1995 (oryg. Grande Prêmio do Brasil) – pierwsza runda Mistrzostw Świata Formuły 1 w sezonie 1995, która odbyła się 26 marca 1995, po raz 13. na torze Interlagos.
24. Grand Prix Brazylii, 23. zaliczane do Mistrzostw Świata Formuły 1.

## Wyniki

### Kwalifikacje
| P  | Nr | Kierowca               | Konstruktor(-silnik) | Opony | Czas     | Odstęp   | Strata   |
| -- | -- | ---------------------- | -------------------- | ----- | -------- | -------- | -------- |
| 1  | 5  | Damon Hill             | Williams-Renault     | G     | 1:20.081 | -        | -        |
| 2  | 1  | Michael Schumacher     | Benetton-Renault     | G     | 1:20.382 | 0:00.301 | 0:00.301 |
| 3  | 6  | David Coulthard        | Williams-Renault     | G     | 1:20.422 | 0:00.040 | 0:00.341 |
| 4  | 2  | Johnny Herbert         | Benetton-Renault     | G     | 1:20.888 | 0:00.466 | 0:00.807 |
| 5  | 28 | Gerhard Berger         | Ferrari              | G     | 1:20.906 | 0:00.018 | 0:00.825 |
| 6  | 27 | Jean Alesi             | Ferrari              | G     | 1:21.041 | 0:00.135 | 0:00.960 |
| 7  | 8  | Mika Häkkinen          | McLaren-Mercedes     | G     | 1:21.399 | 0:00.358 | 0:01.318 |
| 8  | 15 | Eddie Irvine           | Jordan-Peugeot       | G     | 1:21.749 | 0:00.350 | 0:01.668 |
| 9  | 7  | Mark Blundell          | McLaren-Mercedes     | G     | 1:21.779 | 0:00.030 | 0:01.698 |
| 10 | 26 | Olivier Panis          | Ligier-Mugen-Honda   | G     | 1:21.914 | 0:00.135 | 0:01.833 |
| 11 | 3  | Ukyō Katayama          | Tyrrell-Yamaha       | G     | 1:22.325 | 0:00.411 | 0:02.244 |
| 12 | 4  | Mika Salo              | Tyrrell-Yamaha       | G     | 1:22.416 | 0:00.091 | 0:02.335 |
| 13 | 9  | Gianni Morbidelli      | Footwork-Hart        | G     | 1:22.468 | 0:00.052 | 0:02.387 |
| 14 | 30 | Heinz-Harald Frentzen  | Sauber-Ford          | G     | 1:22.872 | 0:00.404 | 0:02.791 |
| 15 | 25 | Aguri Suzuki           | Ligier-Mugen-Honda   | G     | 1:22.971 | 0:00.099 | 0:02.890 |
| 16 | 14 | Rubens Barrichello     | Jordan-Peugeot       | G     | 1:22.975 | 0:00.004 | 0:02.894 |
| 17 | 23 | Pierluigi Martini      | Minardi-Ford         | G     | 1:24.383 | 0:01.408 | 0:04.302 |
| 18 | 24 | Luca Badoer            | Minardi-Ford         | G     | 1:24.443 | 0:00.060 | 0:04.362 |
| 19 | 29 | Karl Wendlinger        | Sauber-Ford          | G     | 1:24.723 | 0:00.280 | 0:04.642 |
| 20 | 16 | Bertrand Gachot        | Pacific-Ford         | G     | 1:25.127 | 0:00.404 | 0:05.046 |
| 21 | 10 | Taki Inoue             | Footwork-Hart        | G     | 1:25.225 | 0:00.098 | 0:05.144 |
| 22 | 17 | Andrea Montermini      | Pacific-Ford         | G     | 1:25.886 | 0:00.661 | 0:05.805 |
| 23 | 22 | Roberto Moreno         | Forti-Ford           | G     | 1:26.269 | 0:00.383 | 0:06.188 |
| 24 | 12 | Jos Verstappen         | Simtek-Ford          | G     | 1:27.323 | 0:01.054 | 0:07.242 |
| 25 | 21 | Pedro Diniz            | Forti-Ford           | G     | 1:27.792 | 0:00.469 | 0:07.711 |
| 26 | 11 | Domenico Schiattarella | Simtek-Ford          | G     | 1:28.106 | 0:00.314 | 0:08.025 |
| P  | Nr | Kierowca               | Konstruktor(-silnik) | Opony | Czas     | Odstęp   | Strata   |

### Wyścig
| P                 | + / – | Nr | Kierowca               | Konstruktor        | Opony | Okr. | Czas / Strata | Komentarz         |
| ----------------- | ----- | -- | ---------------------- | ------------------ | ----- | ---- | ------------- | ----------------- |
| 1                 | 1     | 1  | Michael Schumacher     | Benetton-Renault   | G     | 71   | 1h38:34.154   |                   |
| 2                 | 1     | 6  | David Coulthard        | Williams-Renault   | G     | 71   | +0:08.060     |                   |
| 3                 | 2     | 28 | Gerhard Berger         | Ferrari            | G     | 70   | +1 okr.       |                   |
| 4                 | 3     | 8  | Mika Häkkinen          | McLaren-Mercedes   | G     | 70   | +1 okr.       |                   |
| 5                 | 1     | 27 | Jean Alesi             | Ferrari            | G     | 70   | +1 okr.       |                   |
| 6                 | 3     | 7  | Mark Blundell          | McLaren-Mercedes   | G     | 70   | +1 okr.       |                   |
| 7                 | 5     | 4  | Mika Salo              | Tyrrell-Yamaha     | G     | 69   | +2 okr.       |                   |
| 8                 | 7     | 25 | Aguri Suzuki           | Ligier-Mugen-Honda | G     | 69   | +2 okr.       |                   |
| 9                 | 13    | 17 | Andrea Montermini      | Pacific-Ford       | G     | 65   | +6 okr.       |                   |
| 10                | 15    | 21 | Pedro Diniz            | Forti-Ford         | G     | 64   | +7 okr.       |                   |
| Niesklasyfikowani |       |    |                        |                    |       |      |               |                   |
|                   |       | 9  | Gianni Morbidelli      | Footwork-Hart      | G     | 62   |               | silnik            |
|                   |       | 10 | Taki Inoue             | Footwork-Hart      | G     | 48   |               | silnik            |
|                   |       | 24 | Luca Badoer            | Minardi-Ford       | G     | 47   |               | skrzynia biegów   |
|                   |       | 22 | Roberto Moreno         | Forti-Ford         | G     | 47   |               | poślizg           |
|                   |       | 29 | Karl Wendlinger        | Sauber-Ford        | G     | 41   |               | elektryka         |
|                   |       | 5  | Damon Hill             | Williams-Renault   | G     | 30   |               | skrzynia biegów   |
|                   |       | 2  | Johnny Herbert         | Benetton-Renault   | G     | 30   |               | kolizja z Suzukim |
|                   |       | 16 | Bertrand Gachot        | Pacific-Ford       | G     | 23   |               | skrzynia biegów   |
|                   |       | 14 | Rubens Barrichello     | Jordan-Peugeot     | G     | 16   |               | skrzynia biegów   |
|                   |       | 12 | Jos Verstappen         | Simtek-Ford        | G     | 16   |               | skrzynia biegów   |
|                   |       | 3  | Ukyō Katayama          | Tyrrell-Yamaha     | G     | 15   |               | poślizg           |
|                   |       | 15 | Eddie Irvine           | Jordan-Peugeot     | G     | 15   |               | sprzęgło          |
|                   |       | 11 | Domenico Schiattarella | Simtek-Ford        | G     | 12   |               | układ kierowniczy |
|                   |       | 30 | Heinz-Harald Frentzen  | Sauber-Ford        | G     | 10   |               | elektryka         |
|                   |       | 26 | Olivier Panis          | Ligier-Mugen-Honda | G     | 0    |               | wypadek           |
|                   |       | 23 | Pierluigi Martini      | Minardi-Ford       | G     | 0    |               | skrzynia biegów   |
| P                 | + / – | Nr | Kierowca               | Konstruktor        | Opony | Okr. | Czas / Strata | Komentarz         |

### Najszybsze okrążenie
| Nr | Kierowca           | Konstruktor      | Opony | Czas     | Okr. |
| -- | ------------------ | ---------------- | ----- | -------- | ---- |
| 1  | Michael Schumacher | Benetton-Renault | G     | 1:20.921 | 51   |